# VW Scirocco GT24

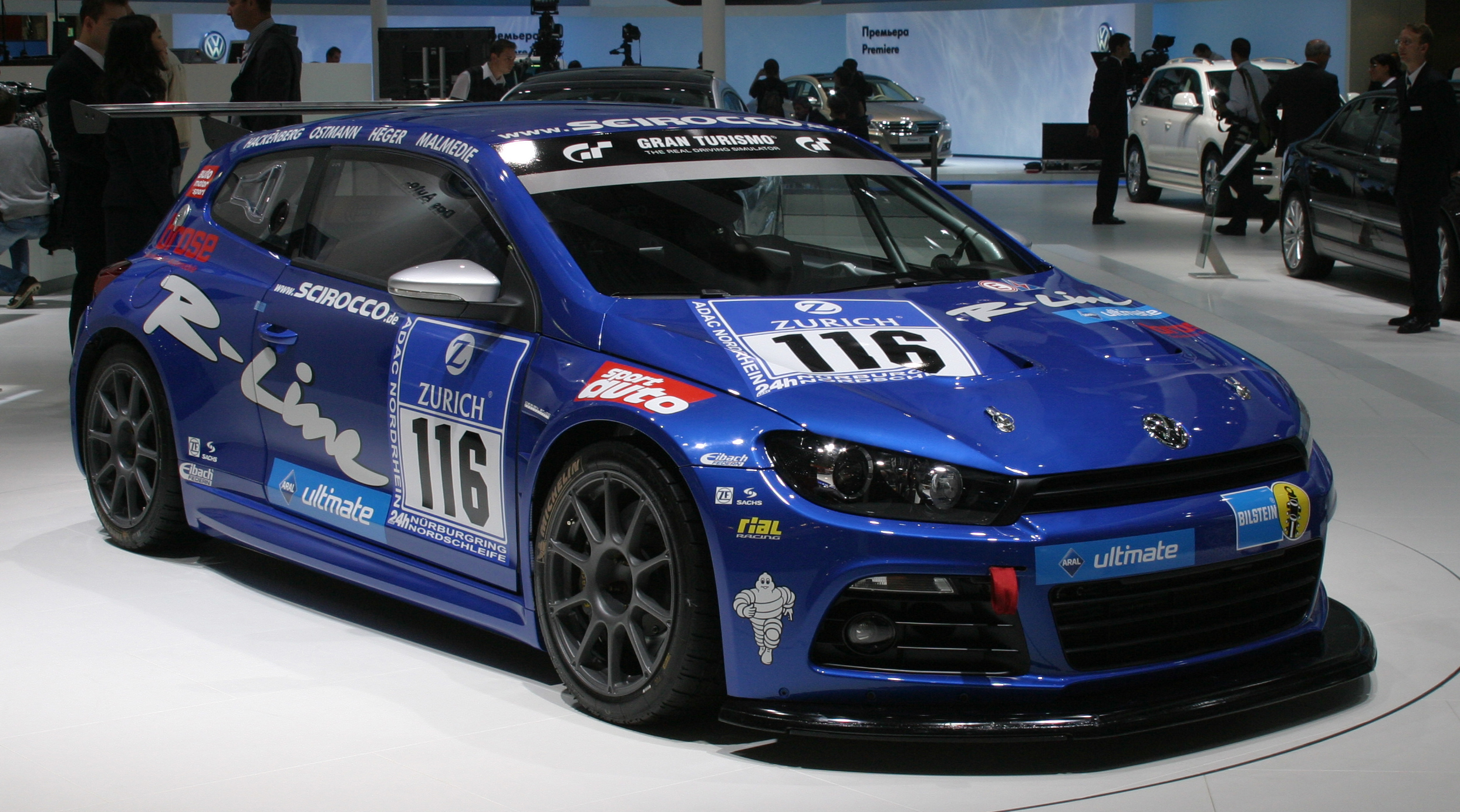
VW Scirocco GT24

Der VW Scirocco GT24 ist ein Renntourenwagen auf Basis des VW Scirocco III. Er wurde zunächst werksseitig von Volkswagen Motorsport und später auch von Privatteams beim 24-Stunden-Rennen auf dem Nürburgring und in der VLN Langstreckenmeisterschaft Nürburgring eingesetzt.

## Fahrzeug
Im Scirocco GT24 kommt der 2-Liter-TSI-Motor zum Einsatz. Dieser ist auf eine Leistung von 239 kW (325 PS) bei 6500 Umdrehungen pro Minute gesteigert. Der Vierventil-Direkteinspritzer mit Turbolader und Ladeluftkühler gibt sein maximales Drehmoment von 340 Newtonmetern bei 2100 Umdrehungen pro Minute ab. Das Fahrzeug hat Frontantrieb. Das 6-Gang-Direktschaltgetriebe (DSG) wird mit Schaltwippen am Lenkrad geschaltet. Der Scirocco GT24 des Jahrgangs 2009 leistet aufgrund der reglementbedingten Verkleinerung des Luftmengenbegrenzers auf 38,0 mm 231 kW (315 PS), der Ladedruck darf maximal 2,4 bar betragen. Eine Neuentwicklung für das Jahr 2009 ist der Scirocco GT24 mit Erdgasantrieb, der 207 kW (282 PS) leistet und ein maximales Drehmoment von 330 Newtonmetern hat.

## Renneinsätze
Der Scirocco GT24 wurde am 22. Mai 2008 noch vor der Serienversion des Scirocco III beim GTI-Treffen am Wörthersee vorgestellt. Zwei Tage später gingen drei Scirocco GT24 beim 24-Stunden-Rennen auf dem Nürburgring an den Start. Das von Jimmy Johansson, Florian Gruber, Thomas Mutsch und Hans-Joachim Stuck pilotierte Fahrzeug #118 belegte mit einem Rennschnitt von 146 km/h Platz 11 und erkämpfte sich den Klassensieg. Die anderen beiden wurden 15. und 32.
2009 startete Volkswagen Motorsport mit jeweils einem TSI-Scirocco und einem Erdgas Scirocco auch in der BFGoodrich Langstreckenmeisterschaft. Beim dritten Lauf fuhr das von Carlos Sainz, Vanina Ickx und Franck Mailleux pilotierte Fahrzeug auf den 25. Platz und erreichte damit den Klassensieg. Beim gleichen Rennen fuhr der Erdgas-Scirocco von Ulrich Hackenberg, Bernd Ostmann und Peter Wyss auf den 33. Platz und gewann ebenfalls seine Klasse.
Beim 24-Stunden-Rennen 2009 wurden von Volkswagen Motorsport zwei Erdgas Scirocco und drei TSI-Scirocco eingesetzt.
Die rotlackierten Erdgas-Scirocco wurden von folgenden Teams gefahren:
- Ulrich Hackenberg, Bernd Ostmann, Peter Wyss und John Barker
- Vanina Ickx, Peter Terting, Klaus Niedzwiedz und Thomas Klenke

Die blauen TSI-Scirocco wurden von folgenden Teams gefahren:
- Altfrid Heger, Carlo van Dam, Congfu Cheng und Franck Mailleux
- Carlos Sainz, Dieter Depping und Wolfgang Kaufmann
- Jimmy Johansson, Florian Gruber, Nicki Thiim und Martin Karlhofer

2012 wurde ein von LMS Engineering eingesetzter Scirocco GT24 Gesamtsieger der VLN Langstreckenmeisterschaft Nürburgring. Pilotiert wurde das Fahrzeug von Ulrich Andree, Dominik Brinkmann und Christian Krognes.